# Anton Davidoglu
Anton Davidoglu (n. 30 iunie 1876 la Bârlad – d. 27 mai 1958, București) a fost un matematician român. A fost inițiatorul cercetărilor românești în domeniul ecuațiilor diferențiale ordinare sau cu derivate parțiale. A contribuit și la dezvoltarea analizei matematice și a ecuațiilor diferențiale. Contribuțiile sale sunt menționate în lucrările unor prestigioși matematicieni, precum Émile Picard, G. Mignoli, Jan Mikusinski.
A contribuit la ridicarea prestigiului matematicii românești, rezultatele sale fiind extinse și utilizate cu succes de urmașii și foștii săi studenți.

## Biografie
În perioada 1883 - 1895 urmează clasele primare și secundare la Bârlad.
Licența în matematici o primește de la Școala normală superioară din Paris în anul 1897, avându-l ca profesor pe Jacques Hadamard.
Lucrarea pe care o susține la absolvire, sub conducerea lui Émile Picard, se numește Sur l'equation des vibrations transversales des verges elastique (Sorbona, 1900).
Lucrarea este citată de A. H. Love în lucrarea Mathematical theory of Elasticity (Cambridge, 1934).
În anul 1902 este profesor agregat, iar între anii 1905-1941 profesor titular la catedra de calcul diferențial și integral a Facultății de științe din cadrul Universității din București. În anul 1913 a fost primul rector al Academiei de înalte studii comerciale și industrie din București. În cadrul Academiei de înalte studii comerciale și industrie din București a fost titularul catedrei de Matematică financiară aplicată și tehnica asigurărilor.
De asemenea a îndeplinit și funcția de decan al Facultății de Științe și profesor la Seminarul Pedagogic Universitar din București.
A fost membru fondator al Academiei de Științe din România .

## Activitate științifică
Preocupările sale au vizat în special ecuațiile diferențiale de ordinul patru, metoda aproximațiilor succesive, ecuațiile vibrațiilor transversale ale vergelelor elastice (1900), teoremele fudamentale ale analizei matematice, teoria asigurărilor.
A studiat și probleme de inginerie cadastrală.

## Lucrări
- Curs de analiza infinitezimală (1931)
- Curs de teoria asigurărilor (1935)

### Articole
- Sur les zeros des integrales reeles des equations lineaires du troisieme ordre (1900)
- Sur le nombre de racines communes a plusieurs equations (1901)
- Sur une equation des mouvements turbulents (1935)